# NGC 5535
NGC 5535 је галаксија у сазвежђу Волар која се налази на NGC листи објеката дубоког неба.
Деклинација објекта је + 8° 12' 27" а ректасцензија 14h 17m 31,1s. Привидна величина (магнитуда) објекта NGC 5535 износи 15,0 а фотографска магнитуда 16,0.